# WISP2
WISP2 (англ. WNT1 inducible signaling pathway protein 2) – білок, який кодується однойменним геном, розташованим у людей на короткому плечі 20-ї хромосоми. Довжина поліпептидного ланцюга білка становить 250 амінокислот, а молекулярна маса — 26 825.
| 10         |  | 20         |  | 30         |  | 40         |  | 50         |
| ---------- |  | ---------- |  | ---------- |  | ---------- |  | ---------- |
| MRGTPKTHLL |  | AFSLLCLLSK |  | VRTQLCPTPC |  | TCPWPPPRCP |  | LGVPLVLDGC |
| GCCRVCARRL |  | GEPCDQLHVC |  | DASQGLVCQP |  | GAGPGGRGAL |  | CLLAEDDSSC |
| EVNGRLYREG |  | ETFQPHCSIR |  | CRCEDGGFTC |  | VPLCSEDVRL |  | PSWDCPHPRR |
| VEVLGKCCPE |  | WVCGQGGGLG |  | TQPLPAQGPQ |  | FSGLVSSLPP |  | GVPCPEWSTA |
| WGPCSTTCGL |  | GMATRVSNQN |  | RFCRLETQRR |  | LCLSRPCPPS |  | RGRSPQNSAF |
|            |  |            |  |            |  |            |  |            |

A: Аланін

C: Цистеїн

D: Аспарагінова кислота

E: Глутамінова кислота

F: Фенілаланін

G: Гліцин

H: Гістидин

I: Ізолейцин

K: Лізин

L: Лейцин

M: Метіонін

N: Аспарагін

P: Пролін

Q: Глутамін

R: Аргінін

S: Серин

T: Треонін

V: Валін

W: Триптофан

Задіяний у таких біологічних процесах, як клітинна адгезія, альтернативний сплайсинг. 
Секретований назовні.